# Fritz Dahlgrün
Fritz Ludwig Philipp Dahlgrün (* 5. September 1894 in Hameln; † 23. Dezember 1954) war ein deutscher Geologe. Er war Professor an der Bergakademie Clausthal.

## Leben
Dahlgrün war der Sohn eines vereidigten Bücherrevisors und besuchte das Gymnasium in Hameln mit dem Abitur 1913. Im selben Jahr begann er sein Studium der Geologie an der Universität Göttingen. 1914 meldete er sich freiwillig im Ersten Weltkrieg und war 1915 bis 1917 Kriegsgefangener in Frankreich und bis 1918 in der Schweiz interniert. Danach setzte er sein Studium in Göttingen fort und wurde 1921 bei Hans Stille promoviert (Tektonische, insbesondere kimmerische Vorgänge im Mittleren Leinetal). Er war kurz Assistent bei Stille und dann bei der Preußischen Geologischen Landesanstalt. Hier befasste er sich anfangs mit dem Mesozoikum des Leinetals (wie schon in seiner Dissertation) und dann auf Empfehlung des Landesgeologen Gotthard Fliegel mit dem Harz, was sein Hauptarbeitsgebiet wurde. Er kartierte besonders im Harz und wurde nach dem Krieg ordentlicher Professor für Geologie und Paläontologie in Clausthal.

## Schriften
- mit Otto Erdmannsdörffer, Walter Schriel: Geologischer Führer durch den Harz, Borntraeger, 2 Bände, 1925
- mit Emil Kraume, Paul Ramdohr, Albrecht Wilke: Die Erzlager des Rammelsberges bei Goslar, Beihefte zum Geolog. Jahrbuch 1955
- Harz und Harzvorland: Die geologische Literatur unter Einschluss der Nachbarwissenschaften 1912-1957, Roemeriana, Heft 2, Geolog. Institut Clausthal 1959 (mit Karl Wolfgang Sanders)
- mit Hans Lehmann, Friedrich Schmeling: Die Wealden-Tone des Osterwaldes, Nesselberges, Deister, Hils und Süntel, In: Tonindustrie-Zeitung u. Keramische Rundschau, Band 76, 1952